# Benjamin Varonian
Benjamin Varonian (Nice, 15 de junho de 1980) é um ginasta francês que compete em provas de ginástica artística. 
Varonian é o detentor de uma medalha olímpica, conquistada na edição de Sydney, em 2000. Na ocasião, subiu ao pódio como vice-campeão da barra fixa, quando superado pelo russo Alexei Nemov.